# Georg Riedel
Georg Riedel (8. ledna 1934 Karlovy Vary – 25. února 2024) byl švédský hudebník a hudební skladatel pocházející z Československa.

## Život a dílo
Rodina, ve které se mluvilo česky i německy, patřila mezi starobylé karlovarské rodiny, její předkové pobývali v Karlových Varech jistě více než sto let. Otec Ing. Karel Riedel byl známý karlovarský architekt (jeho dílem byl mimo jiné klášter redemptoristů v Karlových Varech, jehož zbytky jsou dnes součástí postranních budov Magistrátu Města Karlovy Vary), matka Auguste Riedelová (rozená Zentnerová) byla uznávaná karlovarská dětská (vůbec první) lékařka. Když byly Georgu Riedelovi pouhé čtyři roky, tedy roku 1938, rozhodli se emigrovat, neboť citlivě vnímali hrozící nebezpečí nacismu Hitlerovy tzv. Třetí říše a možnost okupace naší země. Židovský původ matky a sociálně demokratické přesvědčení otce jim jejich těžké rozhodnutí usnadnily. Cesta na švédský sever byla dramatická, vše bylo o to horší, že cestovala jen matka s dvěma dětmi. Otec odjel do Švédska již o několik měsíců dříve, aby pro rodinu vše připravil. Slovy Georga Riedela: „Cestovali jsme pak přes Polsko, Pobaltí a Finsko, stále nás kontrolovali vojáci, jeli jsme několik dní. Když jsme se dostali do Helsinek a potřebovali se nalodit a dopravit do Švédska, neměla maminka už vůbec žádné peníze. Byla velice vyčerpaná a zoufalá. Naštěstí se nad ní kapitán lodi slitoval a přikázal svým lidem, aby pro nás na lodi našli volnou kabinu – a tak jsme se dostali do Švédska.“
Odchod z města předků jim zřejmě zachránil život, neboť následné vyvražďování židů za druhé světové války nepřežil nikdo z Riedelových příbuzných, kteří se rozhodli zůstat. Po válce by se byli rodiče rádi vrátili domů. Mezitím však otec jako sudetský Němec ztratil své československé občanství a ani to, že Riedelova matka byla Židovka a on antifašista, nebylo nic platné. „Když potom nastoupili v Československu komunisté, otec by to občanství býval získal zpět, ale to už se rodiče z pochopitelných důvodů vrátit zpátky nechtěli,“ dodává Georg Riedel.
Rodina Riedelových se usadila ve švédském hlavním městě Stockholmu a malý Georg si brzy zvykl. Sám o této době říká: „Švédsko se mi zdálo krásné, takové čisté. A hlavně tu bylo bezpečno.“ Sestra Marie pomáhala mamince, která si dlouho hledala práci v nové zemi a těžko se učila švédštinu. Georg strávil letní dva měsíce na táboře, kde se naučil švédsky. Říká o tom: „Když jsem se pak vrátil domů, nemohl jsem najednou mluvit s rodiči, tak rychle jsem němčinu a pochopitelně i češtinu zapomněl. Německy se dodnes domluvím, ale česky už bohužel ne.“
Riedelův otec hrál na cello a u malého Georga záhy rozpoznal hudební nadání. Na stockholmské základní škole Adolfa Fredrika s hudebním zaměřením se Georg věnoval od osmi let hře na housle, v patnácti letech začal hrát na kontrabas, a tomu zůstal věrný dodnes. Svá studia završil na Hudební akademii ve Stockholmu, kdy už se naplno věnoval jazzu. Při svých hudebních studiích se rozhodl naučit se také komponovat, takže v tomto oboru, kde dosáhl největších životních úspěchů, je vlastně samoukem.
Když mu bylo devatenáct (1953), začal hrát ve velmi populárním švédském jazzovém orchestru Larse Gullina, o rok později (1954) v slavném orchestru Arne Domnéruse, kde se osudově setkal s jazzovým pianistou Janem Johanssonem. S tímto skvělým muzikantem nahrál roku 1962 nejprodávanější švédskou jazzovou desku všech dob (více než 450 000 nosičů). Georga Riedela spolupráce s tímto skvělým jazzmanem obohacovala, možná mu i poskytovala něco, co sám postrádal. Riedel a AllanŘíká o tom: „On byl ten pravý Švéd, který se v hudbě vracel ke svým kořenům, k folkloru – a já s ním, přestože jsem v jeho zemi vlastně neměl domov. To je to, co jsem mu tak trochu záviděl, že měl z čeho čerpat. Jako každý Švéd měl někde na venkově babičku v tom červeném dřevěném domečku…“ Intimní nahrávka dvou skvělých hudebníků plná basových a klavírních jazzových improvizací na švédské lidové písně, vydaná pod názvem Jazz på svenska („Jazz po švédsku“), byla tak odlišná od všeho ostatního v této době, že okamžitě oslovila nejen švédské publikum, ale proslavila oba protagonisty i za hranicemi Švédska.
V roce 1966 navštívil Georg Riedel tehdejší Československo. V Praze, kde se zúčastnil Mezinárodního jazzového festivalu, se tehdy setkal s českými jazzovými legendami, jako byl Karel Krautgartner a Jan Hammer. Od té doby v Čechách vystoupil pouze jednou, a to v roce 2000 v Praze. Zato vystupoval v mnoha jiných zemích, například v Německu, Dánsku, USA, Francii, Anglii, ale i v Thajsku, Japonsku a v tehdejším Sovětském svazu (vlastně v Estonsku). Spolupracoval s mnoha slavnými hudebníky, za všechny jmenujme Duka Ellingtona, Stana Getse, Erica Dolphyho, Dizzy Gillespieho či Bennyho Cartera.
Nedílnou oblastí v kariéře Georga Riedela byla jeho filmová skladatelská činnost. Melodie k prvním filmům složil už v roce 1964, jmenovitě k Wild West Story a k filmu 491. V intervalu let 1964–1968 složil hudbu k celkem osmi filmům, přesto jeho největší příležitost na něj teprve čekala. Když v roce 1968 tragicky zahynul přítel a muzikant Jan Johansson, bylo Georgu Riedelovi nabídnuto, aby po něm dokončil melodie k filmu Pipi Dlouhá Punčocha, natočeného podle scénáře světoznámé švédské spisovatelky Astrid Lindgrenové. Tento film a jeho melodie dobře znají i čeští diváci, stejně jako další, například Karkulína ze střechy, Děti z Bullerbynu a Emila. Spolupráce Georga Riedela s Astrid Lindgrenovou zahrnuje celkem devět filmů, v nichž zaznělo dvacet pět Riedelových písní, které doslova zlidověly a způsobily, že Georg je ve Švédsku znám a milován. Stal se švédským symbolem skladatele písní pro děti, lze bez nadsázky říci, že bychom dnes ve Švédsku těžko našli Švéda, který si nikdy nezanotoval nějakou jeho píseň. S jeho písničkou Lille katt čili „Malá kočička“ na text Astrid Lindgren vyrostli dnešní švédští právníci, učitelé, prodavači i politici. A když se s Riedlovými dětskými hity seznámí český posluchač, s překvapením v nich rozezná i vliv českých lidových popěvků.
Georg Riedel spolupracoval i s jinými spisovateli dětské literatury, například s Lennartem Hellsingem, s Barbro Lindgrenovou nebo s Gunillou Bergströmovou. O své tvorbě pro děti říká: „Rozhodně se nesnažím cíleně působit pedagogicky. To by mne nebavilo. Snažím se, aby si děti moje písničky dobře zapamatovaly a aby se naučily improvizovat.“
Jeho hudební filmografie, která zasahuje široké žánrové spektrum a filmy pro děti jsou vlastně jen její menší součástí, čítá přes šedesát filmů. Švédsko-dánsko-britský koprodukční film U cesty (švédsky Vid vägen, 1988, režie Max von Sydow), k němuž Georg složil hudbu, byl roku 1989 oceněn zlatou medailí jako nejlepší švédský film.
Ale Georg dostal více ocenění. Například jeho hudba k televiznímu baletu Riedaighlia (1967) obdržela cenu Prix Italia. V roce 1998 mu švédský král udělil medaili „Litteris et Artibus“. Hudební akademie jej v roce 2006 vyznamenala medailí „Tonkonstens främjande“ (za propagaci hudby). Ten samý rok byl vyznamenán medailí „Django d’Or“ pro Švédsko (jako mistr jazzu). V roce 2009 dostal medaili s nepřeložitelným názvem „Gullspira“ za svůj velký přínos v oblasti švédského dětského filmu.
Riedelova diskografie se pohybuje kolem 80 titulů. Jeho hudba téměř vždy překračuje hranice žánrů. Sám k tomu říká: „Ani si neumím představit, jak bych komponoval, aniž bych ve své tvorbě nespojoval různé žánry. Nikdy jsem si nevybral jeden žánr na úkor druhého, vlastně tomu vždy bylo naopak, chtěl jsem, aby jeden žánr dobarvoval ty druhé.“ Přesto je jazz jeho původní hudební doménou. Například jazzová skladba v jeho a Johanssonově provedení Visa från Rättvik (Píseň z Rättviku) z alba „Jan Johansson in Hamburg With Georg Riedel“ byla na nejpopulárnějším švédském serveru (www.musikwebb.se) v listopadu 2011 nejhranější skladbou vůbec mezi 7,5 milióny písněmi mnoha jiných švédských i zahraničních autorů. To vše nepochybně svědčí o životnosti a aktuálnosti díla této slavné jazzové osobnosti.
K Riedelovým sedmdesátým narozeninám (2004) natočila švédská televize pozoruhodný dokument. Ten zrcadlí jeho vitalitu a neutuchající pracovní nasazení. V roce 2011 vydal spolu s dcerou Sarah nové CD Cornelis Vs Riedel. Vrátit se k osobnosti významného hudebníka Cornelise Vreeswijka bylo jeho snem dlouho.
Georg Riedel složil kolem 1200 hudebních děl menšího i většího rozsahu. Georg Riedel o své tvorbě říká: „S překvapením někdy sám zjišťuji, že mám ve svých písních slovanské prvky.“ A dokonce i znalci švédské hudební scény přiznávají, že to, co je ve Švédsku nejšvédštější, tedy právě dětské filmy Astrid Lindgrenové s Riedlovou hudbou nebo Riedlovy a Johanssonovy jazzové nahrávky, obsahuje díky tomuto skladateli také české vlivy.

## Zdůvodnění návrhu na udělení čestného občanství
PhDr. Jarmila Kocourková:
Georg Riedel se vždy hlásil ke Karlovým Varům jako ke svému rodnému městu, což jen potvrzují internetové, knižní i jiné zdroje. V posledních letech navázal těsné kontakty nejen s českým velvyslanectvím ve švédském hlavním městě Stockholmu, kde Georg Riedel trvale žije, ale i se svým rodným městem, a to zásluhou Katrineholmského klubu řeči a kultury, který organizuje různé projekty spolupráce právě s Karlovými Vary. V roce 2008 vystoupil na pozvání Katrineholmského klubu řeči a kultury v Käjsätteru v otevřené zpovědi o svém karlovarském dětství. V roce 2011 se aktivně se svým kontrabasem zúčastnil koncertu v katrineholmské aule školy Tallås, kde spoluúčinkoval mimo jiné žákovský jazzband „Gringos“ ZŠ a ZUŠ Šmeralova s kapelníkem Milanem Krajícem. V listopadu téhož roku tuto školu navštívil, setkal se zde s ředitelem Břetislavem Svobodou a hudebními pedagogy Karlem Šimandlem a Milanem Krajícem. Velmi ocenil vysokou úroveň představení školy „Víla Ohře“, které zhlédl i se svou dcerou Channou v Karlovarském divadle při své zatím poslední návštěvě Karlových Varů. S žáky jmenované školy plánuje společné vystoupení na karlovarském Mezinárodním jazzovém festivalu v roce 2012. Bylo by to teprve druhé vystoupení slavného a světově uznávaného jazzmana v Čechách a první v Karlových Varech.

Švédská televize chystá[kdy?] další dokument o Georgu Riedelovi, kde by měla zaznít také informace o karlovarských kořenech tohoto slavného švédského muzikanta, mj. i o jeho otci, architektu Karlu Riedelovi. Při své listopadové návštěvě, kterou Georg zaměřil na pátrání po stavbách projektovaných otcem, se setkal s primátorem Karlových Varů Petrem Kulhánkem a jeho náměstkem Jiřím Klsákem.
Pro Karlovy Vary je určitě příznivé, že se vazby slavného rodáka k městu v poslední době upevňují. Udělením čestného občanství Georgu Riedelovi by se mohl tento proces posunout do vyšší roviny. Georg Riedel by se tak mohl dočkat určitého zadostiučinění v rodném městě, které byl nucen před 73 lety za dramatických okolností opustit. Pro naše město je jistě ctí, že tato osobnost nejen patří neoddělitelně ke slavným karlovarským rodákům, ale že se sem také chce vracet, ať už jako vynikající jazzový hudebník a pedagog nebo se svou rodinou jako poučený turista.

## Spolupráce Georga Riedela s Katrineholmským klubem řeči a kultury
V pošmourných dnech prosince roku 2008 vystupoval Georg Riedel se svou jazzovou kapelou a s dcerou Sarah v Kejsätteru nedaleko Katrineholmu, ve zdejší škole. Toto vystoupení bylo součástí jeho turné „Tajemství na zdi“. Předsedkyně Katrineholmského klubu řeči a kultury, PhDr. Jarmila Kocourková, s ním domluvila následné setkání (nejen) se zdejšími rodáky z Karlových Varů, p. Karlem Kaufnerem a paní Hannelene Svedenberg. Georg Riedel vzpomínal na své karlovarské kořeny, na své dětství, na oblíbené palačinky i na procházky k pramenům a jejich ochutnávání, na svou chůvu i na svůj smutek nad tím, že ji musí opustit, když se rodina rozhodla emigrovat. Přítomní ocenili osobní kontakt se slavným hudebníkem, jehož písně zná ve Švédsku téměř každý, a které, jak sám přiznává, mohou mít svůj základ v raném dětství, když mu chůva prozpěvovala české a moravské lidové písně. Ostatně tyto motivy nalezne v oblíbených švédských písních pro děti i necvičené ucho.
A tak začala dlouhodobá spolupráce karlovarského rodáka a slavného švédského jazzového muzikanta Georga Riedela s Katrineholmským klubem řeči a kultury, jehož posláním je, mj. přispívat k česko-švédské kulturní výměně.

## Spolupráce Georga Riedela s Karlovými Vary
V roce 2010 došlo k setkání Georga Riedela s žákovským jazzovým orchestrem Milana Krajíce ze ZŠ a ZUŠ Šmeralova při společném koncertu v Katrineholmu. Tento koncert pomáhal zorganizovat Katrineholmský klub řeči a kultury a škola Tallås z Katrineholmu. Georg Riedel byl doslova nadšený úrovní žákovské kapely z Karlových Varů.
Na toto setkání navázala návštěva slavného jazzového muzikanta v Karlových Varech, kdy nejprve navštívil dne 2. listopadu karlovarského primátora p. Petra Kulhánka a jeho náměstka, p. Jiřího Klsáka. Večer téhož dne zhlédl i se svou dcerou Channou v Karlovarském divadle představení Víla Ohře, jehož tvůrcem je pedagog výše zmíněné školy a její zástupce, Karel Šimandl, a na němž se podílí studenti všech uměleckých oborů této školy. Představením byl pan Georg Riedel nadšen.
Dne 3. listopadu se na škole ZŠ a ZUŠ Šmeralova sešel s ředitelem Břetislavem Svobodou, dále s hudebními pedagogy školy Milanem Krajícem a Karlem Šimandlem. Na tomto setkání se začalo plánovat vystoupení slavného karlovarského rodáka na mezinárodním jazzovém festivalu v Karlových Varech.